# Cykloheximid
Cykloheximid är en naturligt förekommande fungicid och inhibitor för biosyntesen i eukaryota organismer. Ämnet produceras av bland andra bakterierna Streptomyces griseus och Lactobacillus sanfranciscensis. Cykloheximid stör translokeringssteget vid proteinsyntesen (rörelse av två tRNA-molekyler och mRNA i förhållande till ribosomen) och blockerar på detta sätt translationen. Cykloheximid används ofta i biomedicinsk forskning för att hämma proteinsyntesen i eukaryota celler som studerats in vitro (dvs. utanför organismer). Det är billigt och fungerar snabbt. Dess effekter vänds snabbt genom att helt enkelt ta bort det från odlingsmediet.
På grund av betydande toxiska biverkningar, såsom DNA-skador, teratogener och andra reproduktionseffekter (till exempel fosterskador och toxicitet för spermier), används cykloheximid i allmänhet endast i in vitro-forskningsapplikationer och är inte lämplig för humant bruk som en terapeutisk förening. Även om det har använts som en fungicid i jordbruksapplikationer, minskar denna användning nu efterhand som hälsoriskerna har blivit bättre förstådda.
Cykloheximid klassificeras som ett extremt farligt ämne i USA enligt definitionen i avsnitt 302 i U.S. Emergency Planning and Community Right-to-Know Act (42 U.S.C. 11002) och är föremål för strikta rapporteringskrav av anläggningar som producerar, lagrar eller använder det i icke försumbara mängder.

## Experimentell användning
Upptäckten av cykloheximid rapporterades 1946 av Alma Joslyn Whiffen-Barksdale vid Upjohn Company.
Det kan användas som ett experimentellt verktyg i molekylärbiologi för att bestämma halveringstiden för ett protein. Behandling av celler med cykloheximid i ett tidsförloppsexperiment följt av western blot  av cellysaterna för proteinet av intresse kan visa skillnader i proteinhalveringstid. Cykloheximidbehandling ger möjlighet att observera halveringstiden för ett protein utan förvirrande bidrag från transkription eller translation.
Mitokondriell proteinsyntes är resistent mot hämning av cykloheximid. Å andra sidan hämmar kloramfenikol mitokondriell (och bakteriell) proteinsyntes, men syntesen på cytoplasmatiska ribosomer är resistent. Innan genomer var tillgängliga användes dessa hämmare för att bestämma vilka mitokondriella proteiner som syntetiserades i mitokondrierna från mitokondriella gener.
De translationella förlängningsfrysningsegenskaperna hos cykloheximid används också för ribosomprofilering / translationell profilering. Translationen stoppas genom tillsats av cykloheximid, och DNA/RNA i cellen nukleas behandlas sedan. De ribosombundna delarna av RNA kan sedan sekvenseras.
Cykloheximid har också använts för att underlätta isolering av bakterier från miljöprover.

## Spektrum av svampkänslighet
Cykloheximid har använts för att isolera dermatofyter och hämma tillväxten av svampar i bryggningstestmedier. Följande representerar känslighetsdata för några vanliga målsvampar:
- Candida albicans: 12,5 μg/ml
- Mycosphaerella graminicola: 47,2 μg/ml – 85,4 μg/ml
- Saccharomyces cerevisiae: 0,05 μg/ml – 1,6 μg/ml
- Neoscytalidium dimidiatum är fotsvamp som infektionresistent mot de flesta svampdödande medel men är ganska känslig för cykloheximid, så den bör odlas i ett medium fritt från cykloheximid.